# Aníbal Cárcamo
Aníbal "Gallina" Cárcamo Olivares (Puerto de Antofagasta, 1941) es un escritor chileno nacido en la ciudad de Antofagasta, Chile.

## Biografía
Nacido en 1941, en una familia de situación modesta porteña, vivió la niñez y juventud vívidamente en contacto con personajes de la vida urbana y de la bohemia antofagastina, vivencias de donde extrajó y plasma en sus libros con estilo libre e irreverente a personajes comunes de mundos disímiles del estrato social transversal del puerto antofagastino. Su narrativa literaria se centra en personajes tales como: funcionarios públicos, mineros, gamberros, asociales que rondan burdeles y prostitutas del bajo mundo de Antofagasta puerto, Mejillones y Tocopilla.

## Obras
Su primer libro fue "Nacido en una casa de Putas" en 2009 al que siguió una segunda parte "Nacido en casa de Putas II" en 2010.
Otras de sus obras son publicadas por Editorial Palimpesto son:
- Antofagasta de todo un poco de ayer y hoy: A mi manera.
- Atrás de los barrotes.